# Limon (rocă)

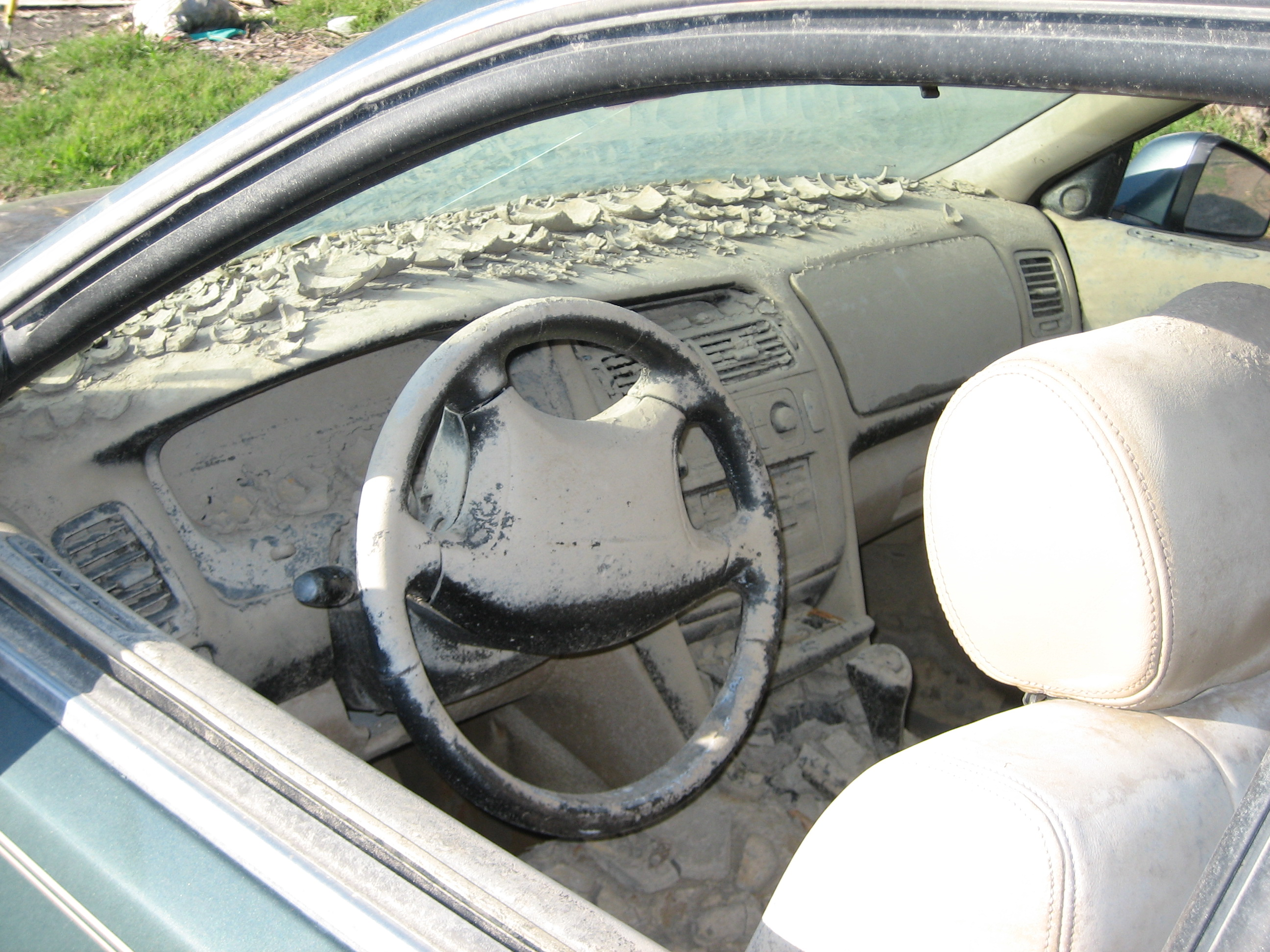
Particulele de limon au granulație atât de fină încât, ca și particulele de argilă, pot rămâne în suspensie mult timp, chiar și cu turbulențe scăzute. Prin urmare, se găsesc, și în sedimentele tipice din zonele aluviale la o distanţă relativ mare de albia propriu-zisă a râului. Fotografia arată interiorul unei mașini acoperit cu particule de limon și argilă ca urmare a ruperii unui dig de pe fluviul Mississippi din cauza uraganului Katrina.

Limonul se referă la soluri fine de diverse origini, precum și la sedimente clastice neconsolidate, ale căror componente minerale au predominant (adică mai mult de jumătate) o dimensiune a granulelor între 2 și 63 de micrometri. Limon este și denumirea intervalului corespunzător de mărime a granulelor, care ocupă o poziție de mijloc între nisipul cu granule mai mari și argila mai fină. Particulele de mărimea limonului se găsesc în cantități mari în solurile sau sedimentele coezive cunoscute cu numele de lut sau loam. Un „U” majuscul servește drept abreviere a limonului ca dimensiune de granule. În geoștiințe, rocile sedimentare clastice cu o predominanță a granulelor de dimendiunea limonului sunt numite aleurolite sau siltite.